# The New Republic
The New Republic (TNR) – amerykańskie czasopismo o profilu centrolewicowym i liberalnym. Czasopismo zostało założone przez Herberta Croly'ego i Waltera Lippmana przy finansowym wsparciu Dorothy Paine Whitley i jej męża, Willarda Straighta, który zachował większość udziałów. Pierwszy numer ukazał się 7 listopada 1914 roku.
Na łamach gazety sporo miejsca poświęcano skutkom industrializacji USA oraz kwestiom dotyczącym interwencjonizmu rządu USA zarówno w zakresie polityki międzynarodowej jak i wewnętrznej. Popierano m.in. przystąpienie Stanów Zjednoczonych do I wojny światowej po stronie aliantów. Czasopismo wspierało zakładanie związków zawodowych, postulat ośmiogodzinnego dnia pracy i prawa wyborcze kobiet.   
Odnośnie do rosyjskiej rewolucji z roku 1917 i zaraz po niej gazeta wyrażała się pozytywnie o Związku Radzieckim. Przychylne nastawienie zmieniło się wraz z wybuchem zimnej wojny.
W latach 50. XX wieku magazyn wyrażał się sceptycznie zarówno wobec polityki zagranicznej Związku Radzieckiego jak i wobec antykomunistycznej histerii rozpętanej przez senatora McCarthy’ego.
Lata 60. upłynęły pod znakiem zwalczania wojny w Wietnamie, ale również nie szczędzono krytyki pod adresem Nowej lewicy.
W 1974 roku magazyn został zakupiony przez absolwenta Uniwersytetu Harvarda Martina Peretza za kwotę 380 tys. dolarów. Peretz był byłym działaczem Nowej Lewicy, który opuścił tę partię (za sprawą wspierania przez nią ruchów wyzwoleńczych w krajach trzeciego świata, zwłaszcza Palestyny). Za sprawą nowego właściciela TNR zmienił swój profil – wspierając rząd USA w budowaniu sojuszu z Izraelem. W polityce wewnętrznej gazeta zajmowała różnorakie stanowiska od tradycyjnego liberalizmu po neoliberalizm. 
Martin Perez był redaktorem naczelnym do 2011 roku. W 2012 czasopismo zostało kupione przez Chrisa Hughesa, współzałożyciela Facebooka i sprzedane w 2016 roku Winowi McCormackowi.  
Obecnie redaktorem naczelnym jest Win McCormack. 